# Лапароскопия
Лапароскопи́я (др.-греч. λαπάρα — пах, чрево + др.-греч. σκοπέω — смотрю) — современный метод хирургии, в котором операции на внутренних органах проводят через небольшие (обычно 0,5—1,5 см) отверстия, в то время как при традиционной хирургии требуются большие разрезы. Лапароскопия обычно проводится на органах внутри брюшной или тазовой полостей.
Первые «лапароскопические пробы» были проведены в начале XX века французским хирургом Бернхаймом. До начала XXI века использовалась в основном диагностическая лапароскопия.
Основной инструмент в лапароскопической хирургии — лапароскоп: телескопическая трубка, содержащая систему линз и обычно присоединённая к видеокамере. Современные лапароскопы оснащены цифровыми матрицами и обеспечивают изображение высокой чёткости. К трубке также присоединён оптический кабель, освещённый «холодным» источником света (галогеновая или ксеноновая лампа). Брюшная полость обычно наполняется углекислым газом (наложение т. н. карбоксиперитонеума) для создания оперативного пространства. Фактически, живот надувается как воздушный шар, стенка брюшной полости поднимается над внутренними органами как купол. Спектр хирургических вмешательств, выполняемых лапароскопическим доступом, широк: от холецистэктомии и герниопластики, до гастрэктомии, панкреатодуоденальной резекции и операций на толстой и прямой кишках.

## Преимущества
Малая травматичность и короткие сроки пребывания пациента в стационаре (6—7 суток), быстрое восстановление после операции, отсутствие болезненных ощущений, отсутствие послеоперационных рубцов, которые наблюдаются, например, при лапаротомии и других полостных операциях с разрезом. Восстановление пассажа кишечника также протекает быстрее, пациент после лапароскопической операции может самостоятельно питаться значительно раньше.
Лапароскопическая хирургия успешно заменила открытую хирургию, так как изображение гораздо больше, чем то, что видит хирург глазами (современная лапароскопическая аппаратура даёт увеличение до 40 раз, то есть операция выполняется почти как под микроскопом), используемая оптика позволяет посмотреть на объект операции под разными углами (с разных сторон), что даёт гораздо большую возможность обзора, чем при традиционных операциях.
Лапароскопическое удаление желчного пузыря имеет много положительных сторон в сравнении с лапаротомией (открытой полостной операцией): 
- Минимальная кровопотеря (30-40 мл) за счёт сохранения большого числа кровеносных сосудов брюшной полости;
- Малоинвазивность: доступ к внутренностям осуществляется через несколько небольших проколов в животе, а не посредством разреза брюшной стенки;
- Короткий восстановительный период: при отсутствии осложнений человека выписывают через 1-3 суток, а спустя всего 7 дней пациент имеет среднюю работоспособность. После операции присутствует незначительная боль, которая быстро купируется анальгетиками из домашней аптечки;
- Низкий риск возникновения осложнений: спайки практически не появляются после оперативного вмешательства, поскольку отсутствует прямой контакт рук хирурга и салфеток с внутренностями[1].

## Недостатки
Хотя лапароскопическая хирургия имеет очевидные преимущества с точки зрения результатов лечения пациентов, механизм проведения таких операций гораздо сложнее с точки зрения хирурга, по сравнению с традиционными — открытыми:
- Ограниченный диапазон движения в оперируемой области приводит к потере хирургом ловкости;
- Искажённое восприятие глубины;
- Необходимость использовать инструменты для взаимодействия с тканью, а не работать непосредственно руками. Это приводит к невозможности точно судить о силе, прилагаемой к ткани, что может провоцировать возникновение травм. Это ограничение также снижает тактильные ощущения, что значительно осложняет работу хирурга при диагностике (руки зачастую служат важным диагностическим инструментом, например, при работе с опухолями) и проведения тонких операций, таких как сложное наложение швов.
- Режущие поверхности инструмента движутся в противоположном рукам хирурга направлении, то есть в основе лапароскопии лежат неинтуитивные двигательные навыки, которым сложно обучиться.

## Возможные осложнения
- Наиболее значительны риски повреждений троакаром кровеносных сосудов или кишечника. Вероятность подобных травм выше у пациентов с недостаточной массой тела или с другими абдоминальными операциями в анамнезе. Троакар изначально, как правило, вставляется вслепую. Хотя такие травмы случаются довольно редко, могут возникнуть значительные осложнения: сосудистые травмы могут привести к опасным для жизни кровоизлияниям, повреждения кишечника могут стать причиной перитонита. Очень важно выявить подобные травмы как можно раньше.
- Некоторые пациенты получают значительные электроожоги, незаметные хирургам, работающим с электродами, подающими ток в окружающие ткани. Результатом травмы могут стать прободения внутренних органов, а также перитонит. Этот риск минимизируется за счёт использования активного мониторинга электрода.
- Ещё одно возможное осложнение при проведении лапароскопический операции — гипотермия и возникновение перитонеальной травмы из-за продолжительного воздействия холодных сухих газов при инсуффляции. Для снижения данных рисков используется нагретый увлажнённый углекислый газ.
- У многих пациентов с лёгочными заболеваниями проявляется непереносимость пневмоперитонеума (введение газа в брюшную полость), что приводит к необходимости переключения с лапароскопической на открытую операцию. Не весь углекислый газ, вводимый в брюшную полость, удаляется через разрез во время операции. Газ имеет тенденцию к расширению, и когда углекислый газ поднимается в брюшную полость, она давит на диафрагму, а также может оказывать давление на диафрагмальный нерв. Это создаёт ощущение боли, которая может отдаваться в плечах пациента. К примеру, при операции на аппендиксе боль отдаётся в правое плечо. В некоторых случаях возникает сильная боль при дыхании. Во всех случаях, однако, боль является временным явлением, так как ткани тела будут поглощать углекислый газ и выводить его посредством дыхания.
- Проблемы со сворачиванием крови, а также рубцы от предыдущих операций могут представлять дополнительный риск при проведении лапароскопической операции и считаются относительным противопоказанием для проведения подобных операций.

## Сложные лапароскопические операции
Лапароскопические операции выполняются и в крайне сложных ситуациях: экстренная хирургия, доброкачественные и злокачественные опухоли органов брюшной полости, крайняя степень ожирения. Выполнение их требует лучшей оснащённости и подготовленности хирургов. При этом, такие вмешательства сохраняют все преимущества малотравматичного лапароскопического доступа для пациента. Выздоровление протекает значительно легче.
Лапароскопический доступ также используется для операций дискэктомия, спондилодез.
Одной из наиболее сложных операций, выполняемых лапароскопически, является гастропанкреатодуоденальная резекция при злокачественной опухоли головки поджелудочной железы.

## Лапароскопические операции в онкологии с применением медицинской визуализации
Традиционная лапароскопическая хирургия без применения медицинской визуализации не в состоянии эффективно проводить операции, в которых нужно видеть внутреннюю структуру органов. Например, если раковая опухоль в почках, печени, или поджелудочной железе находится внутри органа, а не на поверхности, хирург не в состоянии видеть опухоль через отверстия в животе. Поэтому в последние годы распространение получила лапароскопическая хирургия с применением медицинской визуализации, проводимая в гибридных операционных. Качество изображений в медицинской визуализации, возможность получать изображения прямо в операционной и возможность точно направить хирургические инструменты во время операции способствуют распространению этого подхода.
Операция производится таким образом:
1. С помощью компьютерной томографии или магнитно-резонансной томографии определяется расположение опухоли в почках, печени или поджелудочной железе
2. Во время операции с помощью ангиографического оборудования положение опухоли определяется интраоперационно и дополняется информацией, полученной перед операцией с помощью компьютерной томографии или магнитно-резонансной томографии
3. 3-мерная модель опухоли передаётся на эндоскоп
4. Во время лапароскопической операции хирург видит на эндоскопе с помощью технологии дополненной реальности положение опухоли, не видимой на поверхности органа

## Робот-хирург
Новым этапом развития лапароскопической хирургии явилось использование специализированных роботов, одним из наиболее известных среди которых является «daVinci». Этот робот снабжён микроинструментами, гораздо меньше стандартных лапароскопических инструментов, а также миниатюрной видеокамерой, воспроизводящей цветное, трёхмерное изображение операции в режиме реального времени. Движения хирурга переносятся роботом в плавные движения микроинструментов, способных двигаться во всех направлениях. С их помощью операция совершается намного точнее, сохраняя неповреждёнными самые тонкие сплетения нервов и кровеносных сосудов.